# 金子直吉
金子 直吉（かねこ なおきち、慶応2年6月13日（1866年7月24日） - 昭和19年（1944年）2月27日）は、日本の実業家。丁稚奉公から身を起こし、鈴木商店の「大番頭」として大正時代には三井財閥、住友財閥、三菱財閥をしのぐ規模の企業グループに拡大させ財界のナポレオンともいわれた。

## 略歴

### 鈴木商店入社まで
慶応2年（1866年）、土佐藩領内で商家の子として生まれる。一家は直吉の幼少期に現在の高知市に移り住む。家が貧しいため学校にも行けず、10歳頃から高知市内に丁稚奉公に出る。荷車を引いて紙くずを集めたり砂糖店や乾物屋、質屋への丁稚奉公へ出た。独学で経済や中国古典などを学び、明治19年（1886年）、20歳で神戸の砂糖問屋・鈴木商店に入る。鈴木商店はすでに神戸八大貿易商の1つに数えられるようになっていた。明治27年（1894年）に当主の鈴木岩治郎が死去すると、未亡人の鈴木よねが直吉と柳田富士松の両番頭に委任し、事業を継続する。その直後、直吉は樟脳の取引で損失を出すがよねはそのままの体制で経営を続ける。

### 世界的企業への舵取り
明治32年（1899年）、直吉は当時の台湾総督府民政長官後藤新平と交渉し、専売制を目論んでいた後藤と通じ台湾樟脳油の販売権のうち65%を獲得。虫除けの必需品で、欧米にも輸出し大きな利益を上げた。明治35年（1902年）に鈴木商店が鈴木合名に改組されたときには、社員（合名会社においては役員兼出資者の意味）に加えられた。明治36年（1903年）に住友樟脳製造所を買収。福岡県に大里製糖所を設立した。明治38年（1905年）、神戸製鋼所の前身の小林製鋼所を買収、大正4年（1915年）には米沢の織物工場を買収し人造絹糸の事業を始める（のちの帝人）。
大正3年（1914年）、第一次世界大戦が始まると世界中で投機的な買い付けを行う。直吉は同年11月に当時ロンドン支店長の高畑誠一に宛て「BUY ANY STEEL,ANY QUANTITY,AT ANY PRICE.」（意訳：金に糸目をつけず、ありったけの鉄・物資を買え。）と電報を打ったという。ものすごい勢いの買い付けに、当時世間は金子の正気を疑ったという。国内は鉄不足であったが、アメリカ向けに完成した船と引換に鉄で支払いを受けるとの交渉をまとめ大きな利益を得た。この利益で多くの企業を系列傘下に収め、工場を増やし海外にも支店網を広げて鈴木商店を一大コンツェルンに築きあげた。これらの事業拡大の資金を提供していたのは台湾銀行であった。
貿易を日本人の手にという情熱が初期の直吉の原動力となっていたが、後にその情熱は日本国内の三井、三菱という既成財閥に向かう。大正6年（1917年）11月に高畑に宛て書いた手紙では「戦乱の変遷を利用し大儲けを為し三井三菱を圧倒する乎、然らざるも彼等と並んで天下を三分する乎、是鈴木商店全員の理想とする所也、小生、是が為生命を五年や十年縮小するもさらに厭うところに非ず」と記している。

### 時勢の急変、暗転へ
大正7年（1918年）7月23日から始まった米騒動の際は、米を買い占めているというデマが原因で鈴木商店の焼打ちに発展する。この時、直吉の首に10万円の賞金が掛けられたといわれている。この際に、直吉は外国産米を輸入しようと奔走しており、濡れ衣であったが一切の弁明を行わなかった。しかし、この態度が一層の誤解を生む原因ともなった。
第一次世界大戦後の反動で株価、工業製品価格、船舶運賃が軒並み下落。ワシントン軍縮会議の影響で日本海軍の艦船の建造が中止された影響も受けた。株式を上場せずに銀行からの借り入れのみで、運転資金をまかなっていた鈴木商店は大きな打撃を受ける。鈴木商店の資本金1億3000万円に対し、借入金が10億円を超えていた。
大正12年（1923年）9月1日、関東大震災が発生すると政府は震災手形割引損失補償令を公布。これは震災前に銀行が割り引いた手形のうち、決済不能になった損失を日本銀行が補填するというものであった。この制度成立には、直吉から政治家への働きかけがあったといわれている。鈴木商店と台湾銀行はこの制度を利用し、損失の穴埋めを行う。政府も黙認の態度をとっていた。
昭和2年（1927年）3月、金融恐慌が起こるとコール市場に資本を頼っていた台湾銀行は、最大の貸し手である三井銀行の資本引き揚げにより追い詰められ、鈴木商店への新規融資を打ち切りを通告。三井物産や三菱商事のように系列銀行を持たなかったため資金調達が不能となり4月5日、鈴木商店は事業停止・清算に追い込まれた。
高畑誠一らは鈴木商店の商社部門を引継ぎ日本商業（のち日商、現在の双日の源流企業の一つ）として再出発したが、直吉は高畑らとは別に主家である鈴木家の再興を図って昭和6年（1931年）に太陽曹達の取締役に就任。後に太陽産業と名称を変えて、一時は神戸製鋼所などの20社以上を系列に持った。台湾銀行の担保に取られていた帝人株を買戻したが、これに関連した汚職の疑惑が持ち上がった（帝人事件）。晩年まで北海道や南洋での開発事業を進めようとしていた。

### 晩年
昭和19年（1944年）2月27日、病気療養中ところ兵庫県御影町の自宅にて死去。本葬は同年3月9日、神戸市営葬儀場で神式によって行われた。

## 評価
直吉自身は私財を蓄えることはなく鈴木商店全盛時も借家住まいであり、常に数人の書生に学費を援助し、亡くなったときにはわずかな現金しか残っていなかったという。直吉は「鈴木商店はある宗旨の本山である。自分はそこの大和尚で、関係会社は末寺であると考えてやってきた。鈴木の宗旨を広めるために（店に）金を積む必要はあるが、自分の懐を肥やすのは盗っ人だ。死んだ後に金（私財）をのこした和尚はくわせ者だ」と言ったという。
神戸大学大学院経営学研究科教授の加護野忠男は、直吉について以下概略のように評している。
後藤新平をはじめとする政治家との接近によって政商とみられることもあり、鈴木商店崩壊のきっかけとなった米買い占めの汚名から社会的配慮に欠ける商人と解されることもあった。一方で現場主導の分権的経営という『日本的経営』の一つのモデルを試みた起業家の一人であり、また強引と見られる事業の拡張も、貿易の主導権を日本人の手に、という明治のナショナリズムに突き動かされたものであり、倒産後に私財蓄財がなかったこともその表れである。しかし、そのような私欲がなかったことが、かえってリスクに鈍感になり独走に歯止めがきかなかった。
鈴木商店が経営難に陥ったとき役員の間から赤字の工場を閉鎖すべきだという声が出たが工場閉鎖した場合、社員を大量解雇しなければならなかったので直吉は“社員は家族である!!”として工場閉鎖に断固反対した。
鈴木商店が株式会社化などの組織の近代化に中々至らなかった要因として、金子自身が株主の意向に左右されやすい株式会社という会社形態を嫌っていたという点が指摘される。これは、株式会社化論争で社内に派閥が生まれる原因となった。
会社が巨大企業になっても、自らが一人で取り仕切ろうとする癖があり、結果として金子が組織全体の様子を把握し切れない状況が生まれ、その例として支店が会社に黙って余分に投機して資産を隠れて留保するなどの一人歩きが見られた。

## 受章
- 大正4年（1915年） - 大礼記念章
- 大正7年（1918年） - 正六位・勲四等瑞宝章

## 家族
- 父：金子甚七
- 母：金子タミ
  - 本人：金子直吉
  - 妻：金子徳子
    - 長男：金子文蔵
    - 次男：金子武蔵 - 東京大学文学部長を務めた哲学者。
    - 次女：須磨子 - 夫は田中四郎。

## 補足
1. ↑  福澤桃介は「主脳者金子は我財界に於るナポレオンに比すべき英雄だ」と評した（財界人物我観）
2. ↑  2014年4月9日に読売テレビ制作、玉岡かおるの原作で「お家さん」というドラマが放送された。「明治、大正、昭和と激動の時代を駆け抜けた女の物語！日本一の商社を作った女主人と、彼女の夢を叶えるため生涯を捧げた大番頭の奇跡に涙する」というコピーでよねを天海祐希、奉公人・金子直吉を小栗旬が演じた。
3. 1 2 3  加護野忠男著「ニッポンの企業家、金子直吉」（2005年11月21-30日 日本経済新聞
4. 1 2   NHK『その時歴史が動いた』2001年7月4日放送「金融恐慌・日本を揺るがす 〜巨大商社、鈴木商店の挫折〜」
 NHK取材班・編『その時歴史が動いた コミック版 経済立国編』収録 帯ひろ志作画「巨大商社、鈴木商店の挫折」（2009年11月22日初版発行 ISBN 4-8342-7372-5）
5. ↑  旧鈴木商店の大黒柱、死去（昭和17年5月17日 朝日新聞）『昭和ニュース辞典第8巻 昭和17年/昭和20年』p68 毎日コミュニケーションズ刊 1994年
6. ↑  出典：1999年9月12日 日本経済新聞

## 関係する人物
- 長崎英造（産業復興公団総裁）
- 田宮嘉右衛門（神戸製鋼所）
- 大屋晋三（帝人）
- 高畑誠一（日商）
- 後藤新平
- 北川貞彦
- 杉山金太郎（豊年）
- 岩崎卯一